# Aminiewo (rejon ujski)
Aminiewo (ros. Аминево) – wieś (sieło) w Rosji, w obwodzie czelabińskim, w rejonie ujskim. W 2010 liczyła 830 mieszkańców.